# Hegedűs Bori
Hegedűs Bori (Győr, 2002. november 23.[forrás?] –) magyar énekesnő, népdalénekes.

## Élete
Tanulmányait a mosonmagyaróvári Piarista Gimnáziumban végezte. Népdalénekesként kezdte, ma pedig a pop, soul műfajának is képviselője. 2015-ben Sattler Zenei Tehetség díjat kapott. 2016-ban debütált a Moson Big Bandben, a Funk&Soul JOY zenekar énekese.
2019-ben megismerkedett Tempfli Erikkel, akivel egy párt alkotva megalakult duójuk. Első közös szerzeményük az Altató, melynek szövegét Bori, zenéjét Erik írta, amely 2020 decemberében bejutott A Dal (2021) 40 legjobb dala közé. 2021-től a Kőbányai Zenei Stúdió ének szakos tanulója. 2021-2022-ben készítik első szóló nagylemezüket a TomTom stúdió gondozásában.
Hajós András YouTube-on futó műsorának, a DALFUTÁR 6. évad negyedik csapatának énekese. A Széthullik minden című dalt Petruska András szerezte, a szöveget Bernáth Kornél írta és Tempfli Erik producerizálta.
Legújabb számuk Erikkel a Február 24. mely idén (2022) jött ki. A szövegét Bori írta, a zenéjét Erik szerezte. A dal az orosz-ukrán háborúról és annak érzelmi hatásáról szól.

## Dalok és Lemezek
- 10 és fél (2022) ALBUM
- Hegedűs Bori és Tempfli Erik - Altató (2020)
- bori szomorú (feat. Szabó Ádám) (2021)
- DALFUTÁR 6 ⎜ SZÉTHULLIK MINDEN ⎜ Negyedik csapat, klip ⎜ 2021
- Hegedűs Bori és Tempfli Erik - Anya (2022)
- Hegedűs Bori és Tempfli Erik - Február 24. (2022)
- Hegedűs Bori és Tempfli Erik - Unalmas Felnőtt (feat. Lengyel Johanna) (2022)

## Díjai
- Sattler Zenei Tehetség Díj (2015)
- Nemzeti VERSeny különdíja (2019)[4]
- Nemzeti VERSeny 1.hely (2020)[5]